# 达闼科技
达闼科技是一家云端智能机器人运营商，于2015年成立。该公司主要研发云端智能机器人运营级别的云计算网络安全、大型混合人工智能机器学习平台和安全智能终端和机器人控制器技术。

## 历史
达闼科技在2015年成立，该公司建立了以云端大脑和网络安全为基础之云端智能机器人架构，其研发领域围绕着云端融合智能、高速安全网络和安全智能终端和机器人控制技术等。
该公司提出并建立了复合人工辅助和机器学习的云端认知计算平台，并将其应用于导盲等领域。现时，该公司正构建全球覆盖的高速安全骨干网络，研发了“DATA”系列产品（一款为云端机器人设计的云端智能控制终端）。
该公司的移动内联网云服务使用上述之核心技术，具有云端机器人远程操控的信息安全的功能，该技术已在多个行业得到用户的认同。

2019年7月12日，CloudMinds达闼科技公司于周五向美国证券交易委员会提交了IPO文件，以通过首次公开募股筹集高达 5 亿美元的资金。 达闼科技计划在纽约证券交易所上市，股票代码为 CMDS。 CloudMinds 于 2019 年 4 月 12 日保密提交。花旗集团、摩根大通和瑞银承销。
2020年5月23日，美国商务部以支持中国军需物资采购为由，将达闼科技等33家企业和组织列入美国《出口管制条例》实体清单。
2020年7月，在被美国制裁从而损害了在硅谷的业务（CloudMinds 在美国失去了近 75% 的订单并裁减了 80% 的美国员工）后，机器人初创公司 CloudMinds 撤回美国IPO申请。

## 产品

### 硬件

#### 云端智能机器人
云端智能机器人融合了人工智能与人类智慧，并结合了云网端，能够构造云端机器人大脑、机器人神经网络和服务型机器人本体。

#### DATA云端智能控制终
DATA云端智能控制终端是机器人实体和云端大脑之间的控制器，其应用实体包括启动云端导盲机器人。“服务机器人本体+专属网络+云端大脑”三者合一，使服务型机器人本体受控于云端大脑，实现“一个大脑、一张网络、百万台机人”。

达闼科技在DATA上首先实现了以高通平台为基础之硬件虚拟化技术，其部分性能指标能达到商用水平。DATA上实现了以公司的超级硬件接口为基础的“三明治”式硬件扩展架构，将来可以凭此实现云端智能机器人的连接。人工智能利用“三明治”架构支持双Modem，可实现单机双LTE。

#### 导盲头盔
META是该公司的第一款云端智能穿戴设备，其形态类似头盔，使用了基于HARI的混合智能服务，具有人脸识别、物体识别、路径规划和避障等功能，能协助视力障碍人群。

### 软件

#### 移动内联网MCS
移动内联网云服务MCS（Mobile-intranet Cloud Service），采用了“云网端”一体化的技术。

其构成分为XaaS云、VBN网络和终端三部分。该技术在终端设计上，使用了”一片双芯”、虚拟化双操作系统等技术，分割了安全环境与互联环境；设计方面，天网拥有网络隐藏的独立信道，透过软件定义网络，软件定义边界，以及区块链技术，提供设备和机器人网络服务；该公司还提供云端智能服务，该服务采用虚拟私有云的技术，能提供设备管控，图像识别，语音识别，大数据分析等服务。

#### XaaS Cloud
该平台以公司的HARI（Human-Augmented-Robotic-Intelligence）架构为基础，结合了人工智能与人类智能等，具有图像识别，企业协作，机器人运营等功能。

#### VBN
“VBN”（VPN Backbone Network）技术透过SDN/NFV构建私有IP骨干网，其通道在网络中不可见，不同于传统网络接入集中式的认证方式，该技术基于区块链的去中心化认证，能消除被攻击的风险，构建软件定义边界（SDP）的隐身网络。

## 所获奖项
| 时间       | 奖项                                 | 来源   |
| ---------- | ------------------------------------ | ------ |
| 2016年5月  | IEEE CQR主席大奖                     | [ 13 ] |
| 2016年6月  | 2016年北京市专利试点合格单位         | [ 14 ] |
| 2016年7月  | 全球人工智能初创公司25强             | [ 15 ] |
| 2016年8月  | AIR（AI and Robotics） Top 25成长榜  | [ 16 ] |
| 2016年8月  | 2016 CCF-GAIR 峰会AIR TOP 25创新企业 | [ 16 ] |
| 2016年9月  | 2016年度中关村首批前沿企业榜         | [ 17 ] |
| 2016年10月 | 新智元•中国最具竞争力AI创业企业Top25 | [ 18 ] |